# Stefan Meier (Unihockeyspieler)
Stefan Meier (* 21. April 1991) ist ein Schweizer Unihockeyspieler auf der Position des Verteidigers. Meier steht beim UHC Herisau unter Vertrag.

## Karriere

### UHC Waldkirch-St. Gallen
Stefan Meier spielte bis zu den Junioren U21 beim UHC Herisau und bis Ende 2008/09 bei den Junioren des UHC Herisaus.
Nach der Saison 2008/09 wechselte Meier in die Jugendabteilung des UHC Waldkirch-St. Gallen. In seiner ersten Saison bei der U21 absolvierte er 16 Partien. Dabei erzielte er zwei Skorerpunkte. Während der Saison 2011/12 verletzte sich der Verteidiger Daniel Kläger der ersten Mannschaft. Meier ersetzte während der Verletzungsphase Kläger auf dessen Position, wodurch er zu seinen ersten Einsätzen in der 1. Mannschaft kam, die dazumals noch in der Nationalliga B spielte.
Am 12. Januar 2017 verkündete der UHC Waldkirch-St. Gallen, dass Meier auch in der Saison 2017/18 weiterhin das grün-weisse Trikot der St. Galler tragen wird. Er wird somit seine siebte Saison mit den Ostschweizern in Angriff nehmen.

### UHC Herisau
2020 wechselte Meier vom Nationalliga-A-Vertreter zum 1.-Liga-Verein UHC Herisau, wo er seine Karriere begann.